# Mastophora seminole
Mastophora seminole är en spindelart som beskrevs av Levi 2003. Mastophora seminole ingår i släktet Mastophora och familjen hjulspindlar. Inga underarter finns listade i Catalogue of Life.